# Prontuário médico
Prontuário médico é a soma das informações registradas a respeito de um paciente. Existem registros da prática datadas desde 1.600 a.c. pelos egípicios.                 O prontuário médico foi definido legalmente no Brasil em 2002:
BRASIL. RESOLUÇÃO CFM nº 1.638/2002, de 9 de Agosto de 2002. CFM (Conselho Federal de Medicina), Brasília-DF:
"(...) o documento único constituído de um conjunto de informações, sinais e imagens registradas, geradas a partir de fatos, acontecimentos e situações sobre a saúde do paciente e a assistência a ele prestada, de caráter legal, sigiloso e científico, que possibilita a comunicação entre membros da equipe multiprofissional e a continuidade da assistência prestada ao indivíduo." 

## Composição
[carece de fontes?]
- Capa e contra-capa;
- Folha de identificação;
- Termo de responsabilidade;
- Folha de exame clínico;
- Folha de evolução profissional;
- Folha de prescrição médica;
- Folha de balanço hídrico;
- Gráfica de sinais vitais;
- Controle de dietas;
- Folha única (espelho)

## Histórico

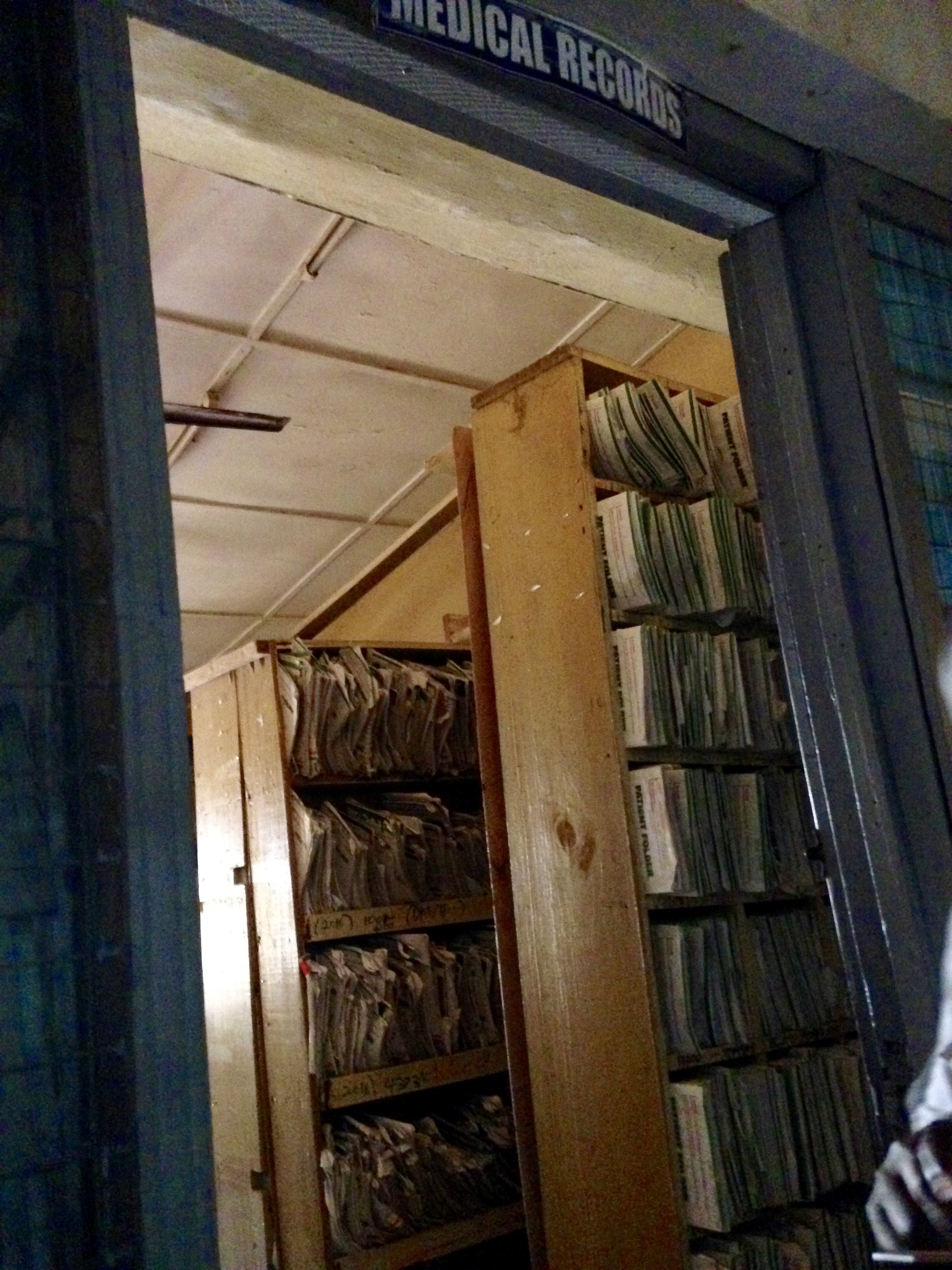
Prontuário médico no Gana.

Um dos documentos mais antigos que se conhece é o papiro atribuído ao médico egípcio Imhotep, que é considerado o patriarca da medicina.
No Brasil, o Hospital das Clínicas da Faculdade de Medicina da USP, em 1943, foi precursor na implantação de um SAME (Serviço de Arquivo Médico e Estatística). Até a década de 1960, poucos eram os hospitais que contavam com esses serviços de forma eficaz e sistemática.
Na década de 1970, houve uma melhoria bastante significativa nos registros de prontuários de maneira geral, possivelmente devido à Instituição de convênios com a Previdência Social (e às exigências da mesma), principalmente em hospitais particulares.
Hoje em dia existe uma forte tendência de tornar informatizados em bancos de dados eletrônicos todos os prontuários. Isso evitaria alguns problemas no manuseio e na conservação dos dados, além de que anotações ilegíveis, documentos faltantes, desorganização, rasuras, perdas, roubos, uso irregular e falta de controle de uso eram relativamente frequentes. O prontuário eletrônico surge como solução para esses problemas, além de ser consequência de um novo milênio de bonança digital.
No Incor, a utilização do prontuário eletrônico começou a partir de 1998. Conforme o Diretor do Serviço de Informática, Umberto Tachinardi, "Fizemos um treinamento por sistema e damos suporte quase pessoa-a-pessoa, para facilitar o uso. A reação dos profissionais tem sido positiva e, hoje, temos a maioria absoluta dos médicos do InCor usando os sistemas."
Em muitos artigos sobre o Prontuário Eletrônico de Pacientes (PEP), seus autores ficam preocupados quanto à sua funcionalidade, integridade de dados e segurança, enfim, divagam a respeito de sua estrutura como sistema eletrônico. Este tipo de Prontuário Eletrônico de Pacientes não passa de um terminal eletrônico bancário. Se pensarmos bem, os dois fazem praticamente as mesmas coisas. Identificam, registram, e liberam papel impresso, com segurança, confidencialidade, rapidez e eficiência.
Um PEP não deve servir apenas para identificar pacientes, registrar eventos e liberar papel impresso. Infelizmente a esmagadora maioria dos softwares que se autointitulam PEP estão nesta categoria de terminais eletrônicos. Isto é muito pouco para oferecer aos médicos.
Estudos recentes sinalizam que mais de 40% das receitas médicas contêm erros com o nome do paciente, letra ilegível do médico, erros de nome de medicamento, erros de dose e tempo de tratamento. Se somarmos a isto os erros de diagnóstico, excesso de exames laboratoriais e medicamento incorreto, veremos que a eficiência da medicina no Brasil deve estar muito baixa, com um custo muito alto, tanto em vidas como financeiros. O FDA estima que no Brasil 78 mil pessoas morrem devido ao uso inadequado dos medicamentos (automedicação, efeitos adversos, interações medicamentosas, etc…). É uma epidemia de mortes evitáveis, fruto da falta de informação por parte dos prescritores, dispensadores e da população em geral.

## Legibilidade
O prontuário médico ilegível é um problema que pode acarretar prejuízos aos pacientes.

## Prontuário eletrônico
Conceitos básicos empregados no prontuário eletrônico:
- confidencialidade;
- restrição de acesso à visualização de informações por um grupo autorizado;
- autenticação;
- garantia da origem da informação;
- integridade;
- apenas pessoas/grupos autorizados podem modificar a informação;
- não-repudiação;
- origem e destino não podem negar a existência da transmissão;
- controle de acesso;
- o sistema disponibilizador de informação controla o acesso à mesma;
- disponibilidade;
- garantia de que a informação esteja disponível quando solicitada;
- privacidade;
- direito a restringir o acesso sobre informações pessoais;
- responsabilidade;
- atenção aos aspectos éticos e legais pertinentes ao uso da informação;
- qualidade;
- precisão, veracidade e atualidade das informações;
- tempo de armazenamento;
- atenção às necessidades técnico-científicas e aspectos legais.